# Mbéré (Département)
Mbéré ist ein Département der Region Adamaua in Kamerun.
Auf einer Fläche von 14.267 km² leben nach der Volkszählung 2001 185.473 Einwohner. Die Hauptstadt ist Meiganga.

## Gemeinden
- Dir
- Djohong
- Meiganga
- Ngaoui